# Jidrin
Jidrin (tiếng Ả Rập: جدرين, cũng đánh vần là Jadrin) là một ngôi làng Syria nằm trong phó huyện Hirbnafsah ở huyện Hama. Theo Cục Thống kê Trung ương Syria (CBS), Jidrin có dân số 1.215 trong cuộc điều tra dân số năm 2004. Cư dân của nó chủ yếu là Alawites. Nó được ghi nhận là một ngôi làng Hồi giáo vào giữa thế kỷ 19.